# Paul Graener

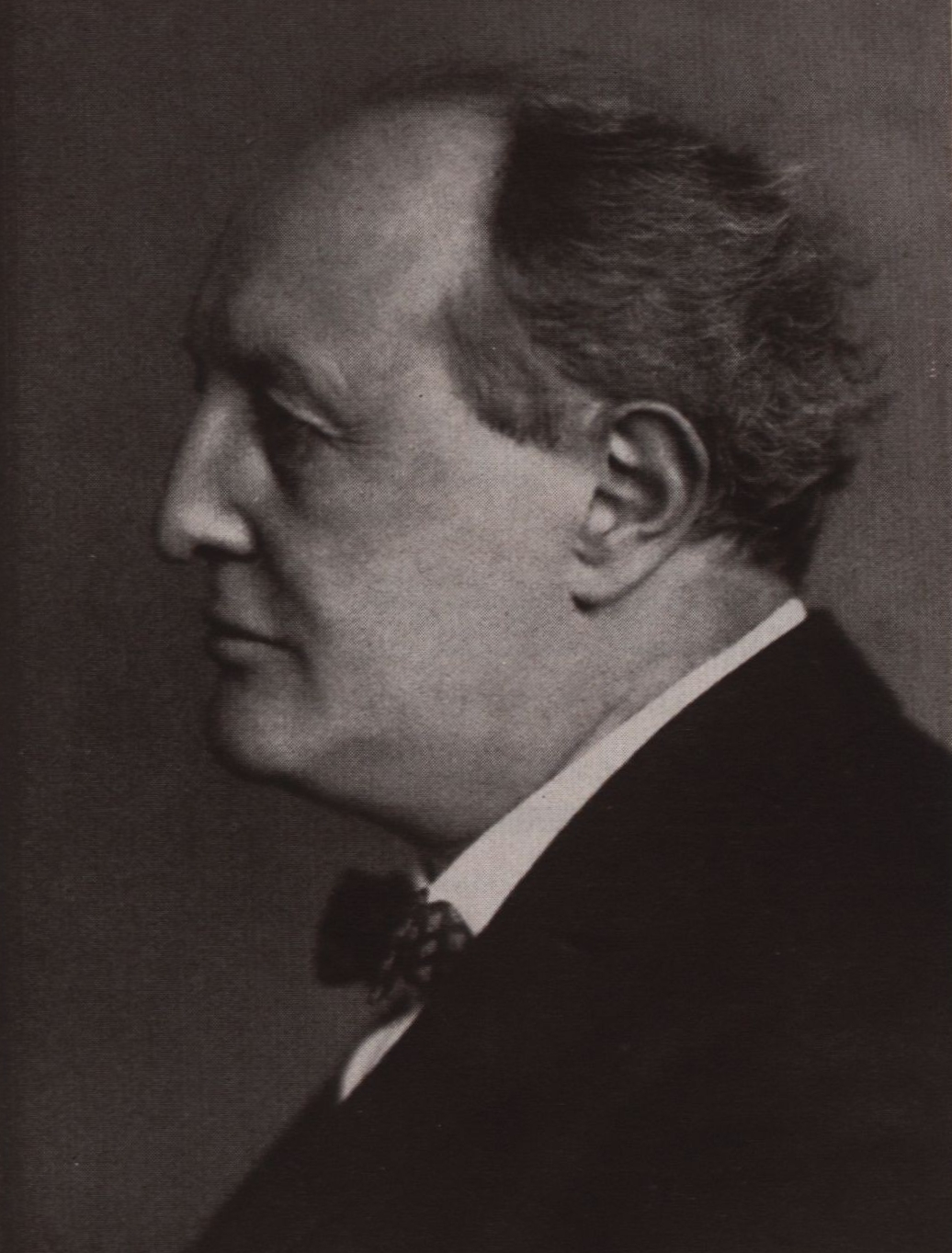
Aufnahme Anfang der 1930er Jahre von Suse Byk

Paul Graener (* 11. Januar 1872 in Berlin; † 13. November 1944 in Salzburg; eigentlich Paul Hermann Franz Gräner) war ein deutscher Komponist, Dirigent und NS-Kulturpolitiker.

## Leben
Paul Graener war Sohn eines Gürtlermeisters. 1881 wurde er Sängerknabe im Königlichen Domchor, 1884 bis 1890 besuchte er das Askanische Gymnasium in Berlin. 1888 erhielt er eine Freistelle am Veitschen Konservatorium; dort studierte er Komposition bei Albert Becker. Nach ersten Engagements als Kapellmeister in Stendal, später in Bremerhaven, Königsberg und Berlin war er von 1898 bis 1906 Musikdirektor am Theatre Royal Haymarket in London, wo er auch an der London Academy of Music unterrichtete. Die internationale Schreibweise seines Namens (Graener) behielt er später bei. Vor der Übersiedlung nach England heiratete er Maria Elisabeth Hauschild (1872–1954); aus der Ehe gingen drei Kinder hervor: Heinz (der als 10-jähriges Kind starb), Franz (1898–1918) und Klara (Claire; 1903–193?).
Nach einer kurzen Station in Wien, wo er als Kompositionslehrer am Neuen Wiener Konservatorium wirkte, war Paul Graener von 1911 bis 1913 Direktor des Salzburger Mozarteums. Ab 1914 lebte er als freischaffender Komponist in München. 1915/16 war er Kapellmeister am Stadttheater Halle. Von 1920 bis 1927 unterrichtete er – in der Nachfolge Max Regers – als Kompositionsprofessor am Konservatorium Leipzig. 1930 wurde Graener, als Nachfolger des verstorbenen Alexander von Fielitz, Direktor des Stern’schen Konservatoriums in Berlin. 1934 übernahm er die Leitung einer Meisterklasse in der Akademie der Künste.
Nach dem Tod seiner Tochter Klara Anfang der 1930er Jahre adoptierte er deren Kinder. Er war außerdem der Vater des Malers Paul Corazolla sowie des Cellisten und Dirigenten Jan Corazolla. Deren Mutter, die Sängerin Margarete Corazolla (1902–2001), gehörte eine Zeitlang gemeinsam mit ihrer Schwester(?), der Pianistin Berti Corazolla, zu den Bewohnern der Künstlerkolonie Berlin.
Seit 1930 war Paul Graener Mitglied im nationalsozialistischen Kampfbund für deutsche Kultur. In einigen Vokalkompositionen vereinnahmte er Texte der deutschen Romantik für NS-Propaganda, so z. B. 1932 ein Kriegslied von Theodor Storm und den Gesang der Erinnerung (1807) von Friedrich Schlegel (mit der Zeile „Der Retter ist nicht weit“).
Im Februar 1933 erregte Graener Aufsehen, als er zusammen mit anderen Mitgliedern des „Kampfbundes“ ein Konzert von Michael Jary störte. Zum 1. April 1933 trat er der NSDAP bei (Mitgliedsnummer 1.597.250). 1933 übernahm er die Führung der Fachschaft Komposition der Reichsmusikkammer. Ab 1935 war er deren Vizepräsident (nach dem Rücktritt von Wilhelm Furtwängler) und gleichzeitig Mitglied des Reichskultursenats; 1941 legte er dieses Amt nieder, sein Nachfolger wurde Werner Egk.
Graener erhielt zahlreiche Auszeichnungen des NS-Regimes.
1944 wurde seine Berliner Wohnung zerstört, alle Manuskripte gingen verloren. Graener reiste mit seiner Familie über Wiesbaden, München, Wien und Metz nach Salzburg, wo er 72-jährig im Landeskrankenhaus verstarb.
Der Komponist Georg Gräner war sein Cousin.

## Tonsprache und Rezeption
Vor allem als Liedkomponist steht Graener in der Tradition von Johannes Brahms, Hugo Wolf und Richard Strauss. Gelegentlich bedient er sich aber auch einer atonalen Tonsprache (in den Galgenliedern nach Morgenstern) oder orientiert sich am Impressionismus (in der Oper Don Juans letztes Abenteuer und dem Orchesterwerk Aus dem Reiche des Pan).
In den 1920er Jahren war Graener ein vielgespielter Opernkomponist. Durch seine Hinwendung zum Nationalsozialismus avancierte er ab 1933 zu einem der meistaufgeführten lebenden Komponisten in Deutschland. Seit seinem Tode wird er kaum noch gespielt, vielfach wird sein Werk als epigonal eingeschätzt. Am bekanntesten sind heute seine Morgenstern-Lieder, die in verschiedenen historischen Aufnahmen greifbar sind.
Das Musiklabel cpo veröffentlichte eine Reihe mit vier CDs seiner Orchesterwerke und eine CD mit sämtlichen Werken für Klaviertrio.

## Ehrungen
- 1922: Mitglied der Preußischen Akademie der Künste
- 1925: Ehrendoktorwürde der Universität Leipzig
- 1934: Beethoven-Preis
- 1942: Goethe-Medaille für Kunst und Wissenschaft

## Kompositionen

### Bühnenwerke
- Backfische auf Reisen. Operette in einem Akt. Libretto: Fritz Bolger. UA 1891 Bremerhaven
- The Faithful Sentry (op. 1; 1899). Singspiel in einem Akt. Libretto: Samuel Gordon (nach Theodor Körner). UA 1899 London (Theatre Royal Haymarket)
- Das Narrengericht (op. 38; 1912). Singkomödie in 2 Akten. Libretto: Otto Anthes. UA 1913 Wien
- Don Juans letztes Abenteuer (op. 42; 1914). Oper in 3 Akten. Libretto: Otto Anthes. UA 11. Juni 1914 Leipzig (Opernhaus; mit Robert Burg?)
- Theophano (Byzanz) (op. 48; 1918). Oper in 3 Akten. Libretto: Otto Anthes. UA 5. Juni 1918 München (Hoftheater)
- Schirin und Gertraude (op. 51; 1920). Heitere Oper in 4 Akten. Libretto: Ernst Hardt. UA 28. April 1920 Dresden (Staatsoper)
- Hanneles Himmelfahrt (1927). Oper in 2 Akten. Libretto: Georg Gräner (nach dem gleichnamigen Stück von Gerhart Hauptmann). UA 17. Februar 1927 Dresden (Staatsoper; mit Erna Berger [Hannele])
- Friedemann Bach (op. 90; 1931). Oper in 3 Akten. Libretto: Rudolf Lothar (nach Albert Emil Brachvogels gleichnamigen Roman). UA 13. November 1931 Schwerin
- Der Prinz von Homburg (op. 100; 1934). Oper in 4 Akten. Libretto: Paul Graener (nach Kleist). UA 14. März 1935 Berlin (Staatsoper Unter den Linden)
- Irene. Ein Spiel auf Capri (1940?). Singspiel in einem Vorspiel und 3 Akten. Libretto: Alfred Güntzel. UA evtl. 1940 München (Staatstheater am Gärtnerplatz?)
- Schwanhild (1941). Oper in 3 Akten. Libretto: Otto Anthes. UA 1941 Köln
- Odysseus’ Heimkehr (1941; Fragment). Libretto: Otto Anthes

### Vokalkompositionen
Für Singstimme und Klavier:
- Zwei Lieder (op. 3; published 1921). Texte: Paul Graener; P. Sturm-Wegmann
- Vier Lieder (op. 4; 1906). Texte: K. A. Venth, J. Meyer, H. Leuthold, L. Cassan
- Zwei Lieder (op. 6; 1906). Texte: Robert Burns, Anonymus
- Drei Lieder (op. 11; 1906). Texte: Heinrich Heine, S. Elsa
- Vier Lieder (op. 12; 1909). Texte: Karl Stieler, Paul Remer, Gustav Falke
- Drei Lieder (op. 21; 1909). Texte: Anna Ritter, Anonymus, Ludwig Fulda
- Fünf Lieder (op. 29; 1911). Texte: Anna Ritter, Otto Julius Bierbaum, Eduard Rudolf Grisebach, K. Bulcke, Anonymus
- Drei Lieder (op. 30; 1909). Texte: Otto Erich Hartleben, Anonymus, Anna Ritter
- Vier Lieder (op. 40; 1916). Texte: Hans Friedrich, Richard Dehmel, Anna Ritter, Otto Julius Bierbaum
- Palmström singt. Sieben Galgenlieder (op. 43; 1917). Texte: Christian Morgenstern
- [Sieben] Neue Galgenlieder (op. 43b; 1922). Texte: Christian Morgenstern
- Drei Lieder (op. 45; 1915). Texte: J. Leusser, Richard Dehmel, Johannes Schlaf
- Drei Lieder (op. 46; 1915). Texte: E. A. Herrmann, Hermann Hesse, Richard Schaukal, K. E. Kurdt
- Drei Lieder zu altdeutschen Gedichten (op. 47; 1918). Texte: Anonymi
- Trommellied des Landsturms (1916). Text: Gustav Falke
- Fünf Lieder (op. 49; 1918). Texte: Börries von Münchhausen
- Vier Lieder (op. 50; 1919). Texte: Christian Morgenstern, Max Dauthendey
- Vier Lieder (op. 52; 1920). Texte: Richard Dehmel, Anton Wildgans, Max Dauthendey
- Sechs Lieder (op. 57; 1921). Texte: Christian Morgenstern, Lulu von Strauß und Torney, G. Eberlein, Börries von Münchhausen, Victor Blüthgen
- Das Lied der Kurischen Nehrung (1924). Text: Fritz Kudnig (1888–1979)
- Sieben Lieder (op. 70; 1925). Texte: Otto Julius Bierbaum
- Zehn Lieder (Löns-Lieder) (op. 71; 1925). Texte: Hermann Löns
- Nacht- und Spukgesänge. [Zehn] Galgenlieder (op. 79; 1927). Texte: Christian Morgenstern
- [Fünf] Raabe-Lieder (op. 83; 1928). Texte: Wilhelm Raabe
- Kommerslied der Leipziger Bibliophilen (1929). Text: Fedor von Zobeltitz
- Vier Lieder (op. 94; 1932). Texte: Johann Wolfgang von Goethe
- Fünf Lieder (op. 102; 1936). Texte: Will Vesper, Rainer Maria Rilke, Hermann Hesse, Hermann Claudius, Anonymus
- Drei Galgenlieder (op. 103; 1936). Texte: Christian Morgenstern
- [Fünf] Lieder der Erinnerung (op. 111; 1942). Texte: Otto Erich Hartleben, Börries von Münchhausen, Hermann Claudius, Friedrich Griese

Für Singstimme(n) und andere Instrumente / Orchester:
- Wiebke Pogwisch (Schlacht in der Hamme 1404) (op. 24; 1915) für Singstimmen und Orchester. Text: Detlev von Liliencron. UA 1919 Berlin (Philharmonischer Chor, Dirigent: Siegfried Ochs)
- Sehnsucht. An das Meer (op. 53; 1920). Rhapsodie für Altstimme, Klavier und Streichquartett. Text: Hans Bethge
- Vorspiel, Intermezzo und Arie (op. 84; 1932) für Singstimme, Gambe, Flöte, Oboe, Fagott und Streicher. Texte: Max Dauthendey
- Die Gesellenwoche (op. 86; 1930) für Männerchor. Text: ?
- Deutsche Kantate (op. 87; 1929) für Männerchor. Text: ?
- Frühlings-Suite. Drei Gesänge (op. 89; 1930) für Männerchor. Texte: Aus Des Knaben Wunderhorn
- Vier Gesänge (op. 91; 1930) für Männerchor. Texte: A. Christen, F. Ewers, Wilhelm von Scholz, Victor Hardung
- Drei Lieder (1930) für Männerchor. Texte: K. Kollbach, Ludwig Pfau, Jakob Loewenberg
- Drei Nocturnes (1930) für Männerchor. Texte: Anonymus, Richard Dehmel, Gustav Falke
- Theodor-Storm-Musik (op. 93; 1932) für Männerstimme (Bariton) und Klaviertrio. Text: Theodor Storm, Es liegen Wald und Heide…
- Der Retter ist nicht weit (op. 95; 1932). Hymnus für Männerchor, Bläser, Pauken und Klavier. Text: Friedrich Schlegel, Gesang der Erinnerung (1807)
- Marien-Kantate (op. 99; 1933) für Soli, Chor und Orchester. Texte: Dichtungen aus verschiedenen Jahrhunderten. UA 1933
- Drei Männerchöre (1935). Texte: Alfred Bode
- Drei Männerchöre (op. 105; 1937). Texte: Hermann Löns
- Eine Singstimme und ein Cello musizieren (op. 113; 1943). Texte: Gerhart Hauptmann, aus: Das bunte Buch (1888)

### Orchesterwerke, Konzerte
- Aus dem Reiche des Pan (op. 22; 1920). Suite für großes Orchester

Pan träumt im Mondlicht – Pan singt von der Sehnsucht – Pan tanzt – Pan singt das Welt-Wiegenlied
- Sinfonietta (op. 27; 1910) für Streicher und Harfe
- Schmied Schmerz. Sinfonie d-Moll (op. 39; 1912)
- Romantische Phantasie (op. 41; 1923)
- Musik am Abend (op. 44; 1915)
- Variationen über ein russisches Volkslied (op. 55; 1922)
- Waldmusik (op. 60; 1923)
- Divertimento D-Dur (op. 67; 1924)
- Konzert a-Moll (op. 72; 1925) für Klavier und Orchester
- Iuventus academica. Ouvertüre (op. 73; 1926; der Universität Leipzig gewidmet). UA 1926 Leipzig (Gewandhausorchester, Dirigent: Fritz Busch)
- Gotische Suite (op. 74; 1927; Emil Mattiesen gewidmet)
- Konzert a-Moll (op. 78; 1927) für Violoncello und Kammerorchester
- Comedietta (op. 82; 1928)
- Die Flöte von Sanssouci (op. 88; 1930). Suite für Flöte und Kammerorchester
- Sinfonia breve (op. 96; 1932)
- Drei schwedische Tänze (op. 98; 1932)
- Sérénade pittoresque (1937) für Streicher
- Konzert D-Dur (op. 104; 1938) für Violine und Orchester (Karl Grimm gewidmet)
- Feierliche Stunde (op. 106; 1938)
- Turmwächterlied (op. 107; 1938). Variationen über das Lied des Lynkeus aus Faust II von Goethe
- Prinz Eugen, der edle Ritter. Variationen (op. 108; 1939)
- Wiener Sinfonie (op. 110; 1942). UA 1942 (Berliner Philharmoniker, Dirigent: Hans Knappertsbusch)
- Salzburger Serenaden (op. 115; 1943)
- Flötenkonzert (op. 116)

### Kammermusik
Für Klavier:
- Minuetto – Gavotte & Pastorale (op. 9; 1905; auch Fassung für Orchester)
- Au printemps – Chant du soir – En route & Alla marcia (op. 10; 1905; auch Fassung für Streicher)
- Impressionen (1912)
- Wilhelm-Raabe-Musik (op. 58; 1922; 3 Stücke)
- Einsame Feldwacht. Romanze (op. 59; 1922)
- Drei Intermezzi (op. 77; 1927)
- Drei Klavierstücke (1932)

Für Soloinstrument und Klavier:
- Petite Suite Italienne (1903) für Violine und Klavier
- Sonate (op. 56; 1921) für Violine und Klavier
- Suite A-Dur (op. 63; 1924) für Flöte und Klavier
- Suite D-Dur (op. 64; 1924) für Violine und Klavier
- Suite c-Moll (op. 66; 1924) für Violoncello und Klavier
- Sonate (op. 101; 1935) für Violoncello und Klavier

Für Violine, Violoncello und Klavier:
- Suite (op. 19; 1905)
- Kammermusikdichtung (op. 20; 1906; Wilhelm Raabe gewidmet, nach der Lektüre des Romans Der Hungerpastor)
- Klaviertrio (op. 61; 1923; „Trio atonal“)[4].

Für Streichquartett:
- Quartett über ein schwedisches Volkslied (op. 33; 1910)
- Quartett (op. 54; 1920)
- Quartett a-Moll (op. 65; 1924)
- Quartett (op. 80; 1928)

## Schüler von Paul Graener
- Stasys Šimkus (1887–1943)
- Józef Koffler (1896–1944)
- Albert Moeschinger (1897–1985)
- Norbert von Hannenheim (1898–1945)
- Hans Wolfgang Sachse (1899–1982)
- Jón Leifs (1899–1968)
- Ionel Perlea (1900–1970)
- Gerhard Maasz (1906–1984)

## Dokumente
- Dokumente von und über Paul Graener befinden sich im Sächsischen Staatsarchiv Leipzig.